# Enville (Tennessee)
Enville es un pueblo ubicado en los condados de Chester y McNairy en el estado estadounidense de Tennessee. En el Censo de 2010 tenía una población de 189 habitantes y una densidad poblacional de 50,15 personas por km².

## Geografía
Enville se encuentra ubicado en las coordenadas 35°23′32″N 88°25′59″O / 35.39222, -88.43306. Según la Oficina del Censo de los Estados Unidos, Enville tiene una superficie total de 3.77 km², de la cual 3.77 km² corresponden a tierra firme y (0%) 0 km² es agua.

## Demografía
Según el censo de 2010, había 189 personas residiendo en Enville. La densidad de población era de 50,15 hab./km². De los 189 habitantes, Enville estaba compuesto por el 94.18% blancos, el 2.65% eran afroamericanos, el 0.53% eran amerindios, el 0% eran asiáticos, el 0% eran isleños del Pacífico, el 0% eran de otras razas y el 2.65% pertenecían a dos o más razas. Del total de la población el 0% eran hispanos o latinos de cualquier raza.